# خانه شیخ فضل‌الله نوری

## خانه شیخ فضل الله نوری
خانه شیخ فضل الله نوری از مجتهدان شیعه دوازده امامی از رهبران قیام تنباکو در تهران و از مدعیان مشروطه مشروعه و معتقد به انقلاب فرهنگی مشروطه در محله سنگلج شهر تهران، خیابان بهشت، خیابان شیخ فضل الله نوری، بن‌بست جوان قرار دارد.
این خانه به مدت ۱۸ ماه پس از اعدام شیخ فضل الله نوری، محل دفن ایشان بود و در حال حاضر به علت عدم رسیدگی در حال تخریب می‌باشد.

## مسجد شیخ فضل الله نوری
مسجد شیخ فضل الله نوری؛ به دلیل نزدیکی خانه شیخ فضل الله نوری به این مسجد و همچنین برگزاری نماز جماعت توسط شیخ فضل الله نوری در این مسجد به این نام شهره شده است. میرزا یونس خان جارچی دربار قاجار بود و زمین این مسجد از موقوفات میرزا یونس خان جارچی دربار قاجار  بوده.
مسجد میرزا یونس خان در دوران قاجار برپا شد و شیخ فضل الله نوری در آن نماز می خواند، مسجد میرزا یونس خان چندسالی متروکه بود.

## احیاء مسجد شیخ فضل الله نوری در کنار خانه شیخ فضل الله نوری
مسجد شهید شیخ فضل الله نوری در دوران پهلوی دوم توسط حسین غفاری و حسین لرزاده احیاء شد.
مسجد شیخ فضل الله نوری در دوران نظام جمهوری اسلامی ایران توسط محمدباقر قالیباف و مهدی چمران دوباره احیاء و به نام مسجد شیخ فضل الله نوری نام گذاری شد. 
آدرس؛ استان تهران ، شهر تهران ، خیابان بهشت، خیابان شیخ فضل الله نوری، تقاطع بن بست جوان ، شماره ۳۰